# Trifurcula orientella
Trifurcula orientella là một loài bướm đêm thuộc họ Nepticulidae. Nó được tìm thấy ở Bồ Đào Nha và miền nam Pháp qua Liguria và Slovenia và Nam Trung Âu đến Hy Lạp.
Ấu trùng ăn Genista germanica, Genista hispanica, Genista sylvestris và các loại cây nhỏ khác, phần lớn là cây gai Genista. The mine the stems of their host plant.